# Аліс-Спрингс
Аліс-Спрингс (англ. Alice Springs) — місто на півдні Північної території Австралії. Населення у 2005 році склало 26 486 осіб, що робить місто другим за величиною в регіоні. В Австралії місто частіше називають просто «Еліс» (Alice). Мовою аборигенів місто відоме під ім'ям «Мпарнтве» (Mparntwe). Аліс-Спрингс майже порівну віддалений від міст Аделаїда та Дарвін.

## Історія
Місто було засноване як селище при телеграфній станції на середині караванного шляху, що сполучає північ і південь континенту. Спочатку місто називалося Стюарт, на честь знаменитого дослідника континентальної Австралії, Джона Мак-Доула Стюарта. Селище було розташоване у районі непересихаючого джерела, званого Аліс-Спрингс, через що місто стали називати часто тим же ім'ям. У 1929 році з Аделаїди була проведена залізниця, і місто було перенесене ближче до станції. У 1933 році, після багатьох дебатів, місто було офіційно перейменовано в Аліс-Спрингс. Але автомагістраль, що сполучає Аделаїду і Дарвін зберегла свою назву — «Стюарт Хайвей» (Stuart Highway).
Аліс-Спрингс розташований майже в самому географічному центрі Австралії, відстань до найближчого морського узбережжя — близько 1200 км, до найближчого міста — 1500 км. Місто також є центром залізничної та автомобільної магістралей, що з'єднують північ і південь континенту.
З 1966 року в місті діє американська база «Пайн-Геп», яка веде спостереження та управління супутниковим захистом, на ній працює понад 1000 співробітників. Довгий час база була основним джерелом доходу міста, але в наш час[коли?] основним видом міського доходу є туризм.
Міський аеропорт знаходиться за 14 км на південь від міста. Він був побудований в 1940 р. (замість старого аеропорту, що існував з 1920 р.), і з того часу неодноразово розширювався. Під час Другої світової війни аеропорт відігравав важливу роль для військово-транспортної авіації. У наші дні він не тільки приймає літаки цивільної авіації, але і використовується для запуску стратостатів з різного роду науковою апаратурою.
Є університет, коледж, аеропорт.

## Демографія
Згідно з переписом 2001 року, населення міста становило 23 384 осіб, з яких 17 % є австралійськими аборигенами. На 2005 рік все населення оцінювалося в 26 486 осіб.
Зокрема, тут проживають Аранда (народність). Кожний десятий мешканець — американець.

## Туризм

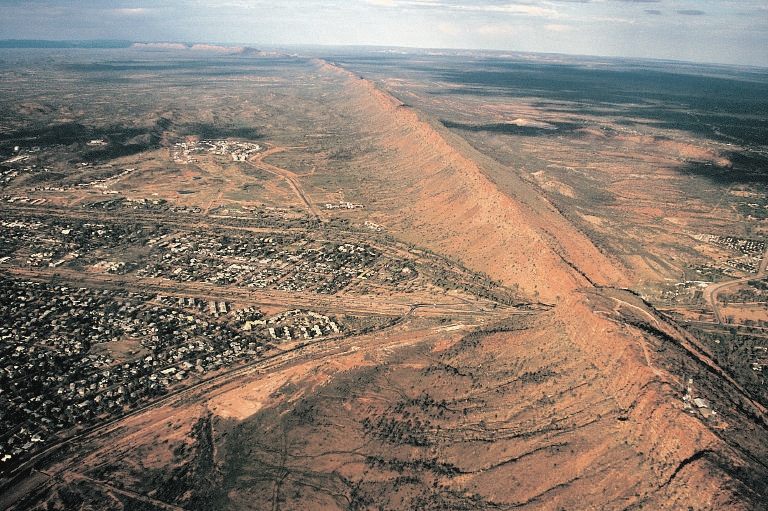
Гірський хребет Мак-Донелл біля міста Аліс-Спрингс

Найголовнішим фактором для залучення туристів у місто раніше була, розташована за 400 км на північний захід, гора Улуру. Але в 1984 році за 18 км на північ від цієї гори був заснований туристичний курорт Юлара, на межі якого згодом був побудований аеропорт Айерс-Рок. Тому з 2000-х років багато авіатуристів (на відміну від автотуристів) стали літати безпосередньо в Юлару, через що значна частина з них більше не відвідують Аліс-Спрингс.
Аліс-Спрингс має велику кількість туристичних курортів, казино, музей мистецтва аборигенів, нічні клуби, паби, безліч ресторанів і кав'ярень. Для приїжджих туристів доступні також наступні програми: відвідування «Пустельного парку» (Desert Park), старої телеграфної станції, центру рептилій, ботанічного саду та кінотеатру, а також тури на верблюдах, польоти на повітряній кулі та багато іншого. Для розміщення туристів доступні декілька готелів, хостелів, а також спеціальні парки для зупинки людей, що приїжджають на власних автомобілях.
Протягом року в Аліс-Спрингс проводиться безліч різних фестивалів і вистав, що включають перегони по пустелі і по річці Тодд.

## Клімат
Місто знаходиться у зоні, котра характеризується кліматом тропічних пустель. Найтепліший місяць — січень із середньою температурою 28.9 °C (84 °F). Найхолодніший місяць — липень, із середньою температурою 11.7 °С (53 °F).
| Клімат Аліс-Спрингс     | Клімат Аліс-Спрингс | Клімат Аліс-Спрингс | Клімат Аліс-Спрингс | Клімат Аліс-Спрингс | Клімат Аліс-Спрингс | Клімат Аліс-Спрингс | Клімат Аліс-Спрингс | Клімат Аліс-Спрингс | Клімат Аліс-Спрингс | Клімат Аліс-Спрингс | Клімат Аліс-Спрингс | Клімат Аліс-Спрингс | Клімат Аліс-Спрингс |
| Показник                | Січ.                | Лют.                | Бер.                | Квіт.               | Трав.               | Черв.               | Лип.                | Серп.               | Вер.                | Жовт.               | Лист.               | Груд.               | Рік                 |
| Абсолютний максимум, °C | 45                  | 43                  | 42                  | 37                  | 35                  | 30                  | 30                  | 33                  | 37                  | 41                  | 42                  | 44                  | 45                  |
| Середній максимум, °C   | 36                  | 35                  | 32                  | 27                  | 22                  | 20                  | 19                  | 22                  | 26                  | 30                  | 33                  | 35                  | 28                  |
| Середня температура, °C | 28                  | 27                  | 25                  | 20                  | 15                  | 12                  | 11                  | 14                  | 18                  | 22                  | 25                  | 27                  | 21                  |
| Середній мінімум, °C    | 21                  | 20                  | 17                  | 12                  | 8                   | 5                   | 3                   | 6                   | 10                  | 15                  | 17                  | 20                  | 13                  |
| Абсолютний мінімум, °C  | 10                  | 8                   | 6                   | 1                   | −2                  | −5                  | −7                  | −3                  | −1                  | 1                   | 3                   | 10                  | −7                  |
| Норма опадів, мм        | 30                  | 40                  | 30                  | 10                  | 10                  | 10                  | 10                  | 10                  | 0                   | 20                  | 20                  | 30                  | 270                 |
| Днів з опадами          | 6                   | 6                   | 4                   | 3                   | 4                   | 4                   | 3                   | 3                   | 3                   | 6                   | 8                   | 9                   | 59                  |
| Вологість повітря, %    | 35                  | 40                  | 35                  | 40                  | 50                  | 55                  | 50                  | 40                  | 30                  | 30                  | 35                  | 35                  | 39.6                |
| ----------------------- | ------------------- | ------------------- | ------------------- | ------------------- | ------------------- | ------------------- | ------------------- | ------------------- | ------------------- | ------------------- | ------------------- | ------------------- | ------------------- |
| Джерело: Weatherbase    |                     |                     |                     |                     |                     |                     |                     |                     |                     |                     |                     |                     |                     |

## Економіка
Економіка Аліс-Спрингса швидко розвивається і саме місто є одним з найбагатших міст Австралії. Головні джерела доходів міста:
- Туризм, заснований на відвідуванні гори Улуру, що дає місту понад 500 000  туристів в рік.
- Істотне бюджетне фінансування, пов'язане з високою чисельністю аборигенів.
- Дохід, отриманий від бази «Пайн=Геп», становить близько 12 000 000 $ на рік.

## Цікаві факти
На початку дев'яностих років, у місті Командою Кусто знято кілька епізодів та інтерв'ю для серії Australia: People of the Dry Sea (26 серія, 1991 рік) циклу передач Повторне відкриття світу II (Cousteau's Rediscovery of the World II) Жака-Ів Кусто.